# Literacia tecnológica
A literacia tecnológica (literacia da tecnologia) é um termo das áreas da Informática e Ciência da Computação que designa a capacidade de utilizar, gerir, compreender e avaliar a tecnologia. A literacia tecnológica está relacionada com a literacia digital, uma vez que, quando um indivíduo é proficiente na utilização de computadores e outros dispositivos digitais para aceder à Internet, a literacia digital dá-lhe a capacidade de utilizar a Internet para descobrir, rever, avaliar, criar e utilizar informação através de vários meios, tais como navegadores Web, bases de dados (bancos de dados), periódicos em linha (online), revistas, jornais, blogues e sítios (sites) de redes sociais. Integra a área científica da Informática, juntamente com a Ciência da Computação e a Tecnologia da Informação (TI), sendo que a sua docência e a sua investigação compete aos professores com prévia graduação superior na área da Informática e Ciência da Computação e mestrado nesta área específica da Educação informática e computacional.

## A UNESCO e a Literacia Tecnológica
A UNESCO (Organização das Nações Unidas para a Educação, a Ciência e a Cultura) esforça-se por levar a literacia tecnológica aos alunos de todo o mundo, garantindo que os professores de informática utilizam a tecnologia em todos os aspetos do seu ensino. Quanto mais os alunos estiverem familiarizados não só com a aprendizagem sobre tecnologia, mas também com a aprendizagem com tecnologia, mais preparados estarão para utilizar a tecnologia para melhorar as suas vidas.
Um módulo inteiro na sua publicação de 2011, ICT Competency Framework for Teachers, centra-se na Literacia Tecnológica na sala de aula. Esta publicação foi atualizada em 2018 para refletir a evolução das competências em TIC (Tecnologias da Informação e Comunicação). O quadro tem sido utilizada em todo o mundo para desenvolver as TIC nas políticas educativas, nos padrões dos professores, nos critérios de avaliação, na conceção do currículo e no desenvolvimento de cursos. Um destaque na publicação atualizada mostra como o módulo de Literacia Tecnológica foi posto em ação num currículo de TIC na Educação para um curso de mestrado em ensino de informática de uma universidade na América Latina e Caraíbas, e um curso de mestrado em ensino de informática oferecido por faculdades locais de formação de professores. A literacia tecnológica é o foco do curso de mestrado em ensino de informática. Algumas das competências e conhecimentos ensinados no programa são como operar hardware de computador, aprender a terminologia e a função de componentes de hardware e periféricos (por exemplo, computadores portáteis, impressoras, armazenamento) e como resolver problemas se um computador não estiver a funcionar. Tudo isto leva à superação da apreensão ou do medo de utilizar a tecnologia. Outro tópico de foco é o processamento de texto, que inclui a forma como um processador de texto opera, como difere de uma máquina de escrever, como utilizar software de processador de texto nos computadores, como formatar documentos e como verificar a gramática e a ortografia.
Em 2016, a UNESCO detalhou como os professores de informática podem demonstrar literacia tecnológica nas suas salas de aula ao ministrar educação em TIC. Os professores irão:
- descrever e demonstrar as tarefas básicas e as utilizações dos processadores de texto, tais como a introdução de texto, a edição de texto, a formatação de texto e a impressão, descrever e demonstrar a finalidade e as características básicas do software de apresentação e de outros recursos digitais.
- descrever o propósito e a função básica do software gráfico e utilizar um pacote de software gráfico para criar uma apresentação gráfica simples.
- descrever a Internet e a World Wide Web, explicar as suas utilizações e descrever como funciona um browser e se utiliza URL para aceder a um sítio web (website), utilizando um motor de busca.
- fornecer competências aos alunos para que sejam capazes de criar uma conta de correio eletrónico (e-mail) e utilizá-la para uma série contínua de correspondências por e-mail, utilizar tecnologias comuns de comunicação e colaboração, como endereço eletrónico (e-mail), mensagens de texto, videoconferência e colaboração baseada na Web e em ambientes sociais.
- utilizar software de manutenção de registos em rede para registar a presença, enviar notas e manter registos dos alunos.
- localizar pacotes prontos a usar, tutoriais, software de exercícios e práticas e recursos Web para verificar a sua precisão e alinhamento com os Padrões Curriculares (Curriculum and Standards Framework) e combiná-los com as necessidades de alunos específicos.

A 9 de maio de 2019, a Delegação da UNESCO no Cairo (UNESCO Cairo Office) iniciou um projeto de literacia tecnológica para ensinar competências básicas de literacia, competências para a vida e capacitação jurídica a 150-200 mulheres analfabetas entre os 15 e os 35 anos que vivem na Província de Guizé.